# 阿道夫·丹尼尔·爱德华·埃尔默
阿道夫·丹尼尔·爱德华·埃尔默（Adolph Daniel Edward Elmer，1870年—1942年）为美国植物学家及植物采集者。
1870年，埃尔默出生于美国威斯康星州范戴因。他曾就读于華盛頓州立大學，1903年，在斯坦福大学获得了硕士学位。1904年至1927年，他在菲律宾、加利福尼亚、婆罗洲和新几内亚采集了大量植物标本。他主编的《Leaflets of Philippine Botany》中共发表了超过1500个新物种。
1942年4月17日，埃尔默逝世于菲律宾马尼拉。

## 所命名的分類
（列表可能不完整）
- 2个阿道夫·丹尼尔·爱德华·埃尔默命名的生物分类